# 미역국
미역국은 미역을 넣고 끓이는 국이다.

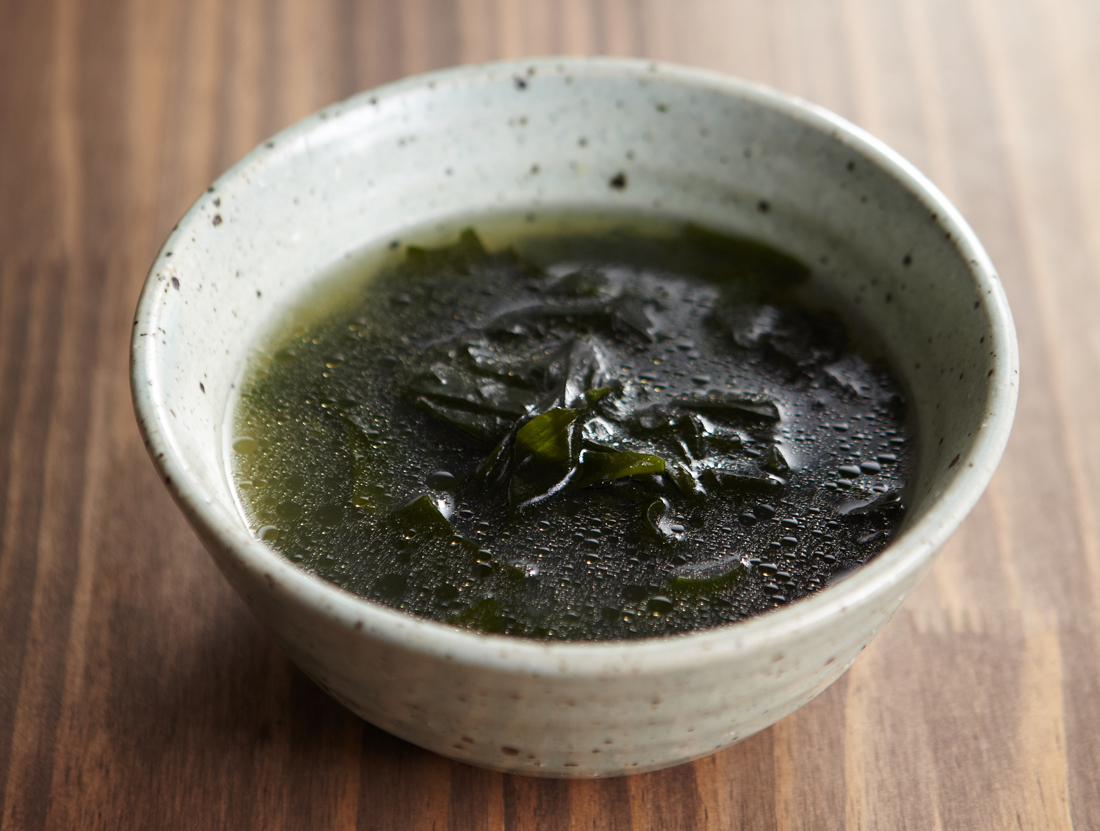
국그릇에 담긴 미역국의 모습.

대한민국에서는 산모가 밥과 함께 미역국을 먹는데, 미역에는 칼슘과 아이오딘이 많아 피를 맑게 하고, 혈액순환을 촉진하는 등 건강에 도움이 된다. 또한 미역국은 생일을 기념하여 끓이기도 하며, 삼칠일이나 백일에도 밥과 미역국을 끓여 삼신에게 바친다.

## 준비
미역국은 매운 재료가 들어가지 않는 국으로, 주재료는 미역이다. 일반적으로 갈색의 얽힌 가닥 모양을 하고 있는 마른 미역으로 준비한다. 준비 과정에서는 미역을 물에 불린 뒤 잘게 썰고, 마늘과 참기름에 볶은 다음 쇠고기나 생선 육수에 끓인다.

## 풍습
조선시대 여성의 풍습에 "산모가 첫 국밥을 먹기 전에 산모 방의 서남쪽을 깨끗이 치운 뒤 쌀밥과 미역국 세 그릇씩 장만해 삼신상을 차려 바쳤는데, 여기에 놓았던 밥과 국을 산모가 모두 먹었다"고 했다.
현대에 와서는 산모 뿐 아니라 남편과 자녀 모두 미역국을 같이 먹는데, 이는 탈 없는 출산을 함께 기원하고 축하한다는 가족공동체의 마음이 담겨 있으며, 특히 성장한 자녀가 자신의 생일을 기념하여 먹는 미역국은 자신을 낳고 키워준 어머니의 은혜를 잊지 않으며 우러르는 경의와 감사의 표현이다.

## 금기
출산에 앞서 사는 미역은 그 값을 깎지 않으며, 국에 넣는 미역 줄기는 끊지 않는데 이유는 값을 깎으면 난산일 수 있으며 미역을 자르면 아기의 운세 또한 꺾인다는 믿음 때문이다.
또 흔히 '미역국 먹다'(문화어: 락제국 먹다)는 말은 시험에서 떨어지거나, 공무원이 해임되었다는 관용 표현으로 쓰이기도 한다.
흔히 미역의 촉감이 미끌거리고 길을 가다 미끄러져 낙상한다는 어상의 유사성으로 인하여 미역국이 시험 낙방이나 공무원의 해임을 연상시킨다는 해석하고, 1907년 대한제국 군대 해산 사건의 해산(解散)이 주는 부정적 의미가 임산부가 아이를 낳는 해산(解産)을 떠올리게 하여, 해산 후에 미역국을 먹는 표현에 부정적 영향을 미침으로써 지금과 같은 '미역국 먹다'라는 표현이 시작되었다는 해석이 있다.
이 때문에 한국에서 자녀가 고등학교 3학년이 되는 해에는 미역국을 끓이지 않으며 수능 치는 날 미역국을 팔지 않는 식당도 존재한다.
이외에도 고시를 준비하는 사람들 역시 미역국이 고시 낙방을 떠올리기 때문에 먹지 않는 경향이 있다.

## 참고 문헌
- 미역국, 《한국민족문화대백과》, 한국학중앙연구원
- 김은정 (2005년 9월 1일). “여자 몸을 맑게, 미역국 이야기”. 팟찌. 2007년 12월 25일에 확인함.[깨진 링크(과거 내용 찾기)]
- “미국 산모들 “우리도 미역국주세요””. 로스엔젤레스/연합뉴스. 2005년 5월 26일. 2005년 8월 22일에 원본 문서에서 보존된 문서. 2008년 9월 30일에 확인함.